# Spritzlackieren

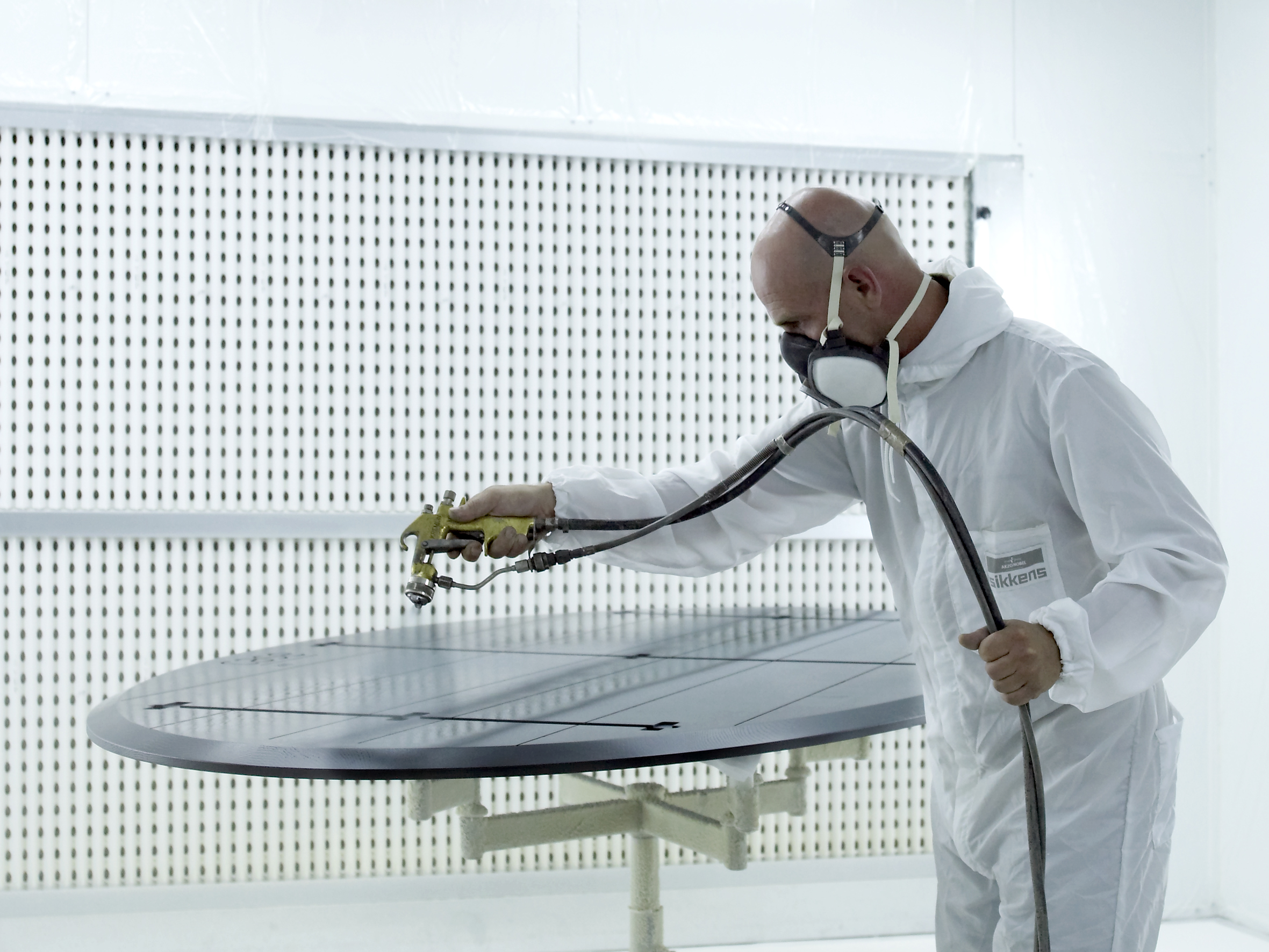
Spritzlackierung von Möbelteilen

Das Spritzlackieren ist ein Verfahren zur Beschichtung von Oberflächen mit Lack.
Dabei wird der Lack meist durch Druckluft (2–6 bar) beim Austritt aus einer Düse mit einer Spritzpistole zerstäubt. Dieses Verfahren wird bei kleinen und flächigen Teilen verwendet, hat jedoch den Nachteil, dass der Lackverlust relativ groß ist.
Abhilfe bietet das Elektrospritzlackieren, es ist besonders bei Rohrkonstruktionen und anderen komplizierten Teilen hilfreich, da eine allseitige Beschichtung erfolgt (Elektrostatischer Umgriff). Man nutzt dabei die elektrostatische Anziehung mittels Hochspannung (40…100 kV) geladener Lacktröpfchen durch das geerdete Werkstück. Es hat den weiteren Vorteil, dass der Lackverlust gering bleibt und der Lack gleichmäßig verteilt wird. Es gibt zwei Verfahren:
- der mit Druckluft erzeugte Sprühnebel wird elektrostatisch aufgeladen und auf das geerdete Werkstück gespritzt.
- der Lack wird durch die hohe Feldstärke beim Überfließen einer Kante zerstäubt

Beim Höchstdruckspritzen wird der Lack durch einen sehr hohen Druck stärker zerstäubt als beim Spritzlackieren. Es wird für große Flächen verwendet sowie zur Applikation höherer Schichtdicken und festkörperreicher Beschichtungsstoffe.